# Bergicourt
Bergicourt település Franciaországban, Somme megyében. Lakosainak száma 143 fő (2022. január 1.). Bergicourt Blangy-sous-Poix, Brassy, Famechon, Frémontiers, Guizancourt és Sentelie községekkel határos.

## Népesség
A település népességének változása:
| Lakosok száma | 161  | 156  | 153  | 145  | 143  | 140  | 138  | 140  | 143  |
|               | 2013 | 2015 | 2016 | 2017 | 2018 | 2019 | 2020 | 2021 | 2022 |